# Kolej Kajetánka
Kolej Kajetánka se nachází na Břevnově (Praha 6) v ulici Radimova, čp. 35/12. Kolej se skládá ze dvou výškových budov K1A a K1B, přezdívaných též Břevnovská dvojčata, a z menší budovy K2. Kolej patří do 4. obvodu správy Kolejí a menz UK. Ke koleji patří i přilehlé parkoviště. Koleji se přezdívá Kajka, Kájka nebo Kajča.
Dříve patřila kolej i menza univerzitě 17. listopadu. Po zrušení této univerzity v roce 1974 převzala kolej do správy Univerzita Karlova.

## Dispozice ubytování
Kolej poskytuje ubytování pro 1284 studentů. 236 studentů může bydlet na jednolůžkových pokojích. Kolej K1 obsahuje ubytovací buňky, ve kterých se nachází vždy jeden jednolůžkový pokoj, jeden dvoulůžkový pokoj a sociální zařízení. Kuchyňka je společná pro patro. K1 má v přízemí menzu, TV místnost, společenskou místnost s piánem a studovnu a v 7. patře počítačovou místnost (tzv. iRoom). Kolej K2 ubytovává studenty v buňkách po dvou dvoulůžkových pokojích. Každý pokoj na K2 obsahuje vařič a lednici a na buňce je společné sociální zařízení. K2 má v suterénu hudební místnost, TV místnost a moderní posilovnu. Na každém patře K2 je studovna.
KAM UK nabízí studentům možnost připojení k vysokorychlostnímu internetu přes ethernet. Na každém pokoji je dostupná Wi-Fi síť eduroam. Na této koleji funguje také telefonní linka, interní čísla jsou trojmístná, celkové číslo je pak 233095XXX (kde XXX je trojmístné telefonní číslo pokoje).

## Dopravní obslužnost
U koleje se nachází zastávka Kajetánka, kterou obsluhuje autobus DPP 180 do Dejvic a noční autobus 902. Nedaleko Kajetánky jsou tramvajové zastávky Drinopol (tramvaje 22 a 25) a Baterie (tramvaje 1, 2). Nejdostupnější stanicí metra je Dejvická (MHD, 10 minut) a Petřiny (pěšky, 2 km).

## Okolí
Vedle koleje se nachází nově zrekonstruovaný park usedlosti Kajetánka. Pod kolejí protéká potok Brusnice.

## Kajetánka ve filmu
Na vnitřních schodech vestibulu byla natáčena scéna z filmu Jak básníci přicházejí o iluze, kdy Štěpán přijel poprvé do Prahy na kolej. Natáčelo se zde i několik scén z filmu Bolero.